# Episodi di Orphan Black (terza stagione)
La terza stagione della serie televisiva Orphan Black è trasmessa in prima visione dalla rete televisiva canadese Space e dal network statunitense BBC America dal 18 aprile al 20 giugno 2015.
In Italia la stagione è disponibile a partire dal 22 ottobre 2015 sulla piattaforma Netflix.
Tutti i titoli degli episodi sono citazioni dall'ultimo discorso pubblico di Dwight Eisenhower.
| nº | Titolo originale                             | Titolo italiano                               | Prima TV originale | Pubblicazione Italia |
| -- | -------------------------------------------- | --------------------------------------------- | ------------------ | -------------------- |
| 1  | The Weight of This Combination               | Il peso di questa combinazione                | 18 aprile 2015     | 22 ottobre 2015      |
| 2  | Transitory Sacrifices of Crisis              | Sacrifici transitori della crisi              | 25 aprile 2015     | 22 ottobre 2015      |
| 3  | Formalized, Complex, and Costly              | Formalizzato, complesso e costoso             | 2 maggio 2015      | 22 ottobre 2015      |
| 4  | Newer Elements of Our Defence                | Nuovi elementi per la nostra difesa           | 9 maggio 2015      | 22 ottobre 2015      |
| 5  | Scarred by Many Past Frustrations            | Segnato da molte passate frustrazioni         | 16 maggio 2015     | 22 ottobre 2015      |
| 6  | Certain Agony of the Battlefield             | Una certa agonia del campo di battaglia       | 23 maggio 2015     | 22 ottobre 2015      |
| 7  | Community of Dreadful Fear and Hate          | Comunità di paura e odio tremendi             | 30 maggio 2015     | 22 ottobre 2015      |
| 8  | Ruthless in Purpose, and Insidious in Method | Spietato nel proposito e insidioso nel metodo | 6 giugno 2015      | 22 ottobre 2015      |
| 9  | Insolvent Phantom of Tomorrow                | Il fantasma insolvente del domani             | 13 giugno 2015     | 22 ottobre 2015      |
| 10 | History Yet to Be Written                    | Storia ancora da scrivere                     | 20 giugno 2015     | 22 ottobre 2015      |

## Il peso di questa combinazione
- Titolo originale: The Weight of This Combination
- Diretto da: David Frazee
- Scritto da: Graeme Manson

### Trama
Helena priva di conoscenza sogna di godersi la gravidanza in compagnia delle sue sorelle. Quando si risveglia si accorge di essere imprigionata in una cassa.
Sarah e Felix trascorrono del tempo con Kira quando vengono raggiunti da Delphine che sembra aver preso il posto di Rachel.
Delphine organizza un incontro tra Sarah e Rudy, uno dei cloni del progetto Castor che è stato imprigionato dopo aver tentato di avere un rapporto sessuale con un clone del progetto Leda, Krystal Goderitch, insieme al fratello che però è riuscito a fuggire.
Rudy minaccia Sarah e sembra molto interessato all'anomalia che lei rappresenta.
Mentre Rachel viene operata all'occhio, Delphine sembra molto preoccupata per la visita di Ferdinand, un misterioso dirigente di Topside che deve valutare il rischio rappresentato dal progetto Leda.
Ferdinand conosce Rachel quindi Delphine propone a Sarah un accordo: lei si fingerà Rachel e in cambio il Dyad cercherà Helena.
Inoltre toccherà a Alison, impegnata con la campagna elettorale, fingersi Sarah, che Ferdinand crede imprigionata al Dyad.
Durante l'incontro tra Sarah e Ferdinand, egli si rivela essere un amante di Rachel, così Sarah è costretta a sedurlo per carpirgli delle informazioni su 'Helsinki', un avvenimento molto segreto. Sarah scopre che Ferdinand ha mandato un uomo a uccidere Alison, ma  riesce a trovare una soluzione.
Cosima riceve la visita di Delphine che, per mantenere la promessa di amare allo stesso modo tutte le sue sorelle, si vede costretta a interrompere la loro relazione.
Nel frattempo Seth, il fratello di Rudy, tende un agguato alla signora S., ferendola gravemente, mentre cerca il professor Duncan, che però scopre essersi ucciso.
Alla fine Seth riesce a liberare Rudy e i due fuggono.

## Sacrifici transitori della crisi
- Titolo originale: Transitory Sacrifices of Crisis
- Diretto da: John Fawcett
- Scritto da: Aubrey Nealon

### Trama
Rudy seduce una donna, venendo raggiunto nel corso del rapporto dal fratello Seth, terrorizzandola. La donna denuncia l'episodio in centrale e Art prende il caso, informando immediatamente Sarah che, fingendosi Beth, interroga la donna per scoprire qualcosa in più.
Nel frattempo Paul raggiunge i due fratelli, facendo loro dei test di logica verbale per valutare la loro stabilità mentale. Seth fallisce e molto turbato, inizia a provare delle dolorose fitte alla testa nonostante vada con Rudy a cercare informazioni sul genoma originale di Castor.
Lo stesso fanno Cosima e Scott, che tornano a lavorare al Dyad con il dottor Nealon.
Helena viene liberata dalla cassa e viene sottoposta ad alcuni test, fermati dalla dottoressa Virginia Coady (Kyra Harper) quando scopre la sua gravidanza.
Alison e Donnie capiscono di non poter sostenere i costi della campagna elettorale e decidono quindi di comprare l'attività di spaccio da Ramon, il ragazzo che procurava armi e pillole a Alison prima della riabilitazione.
Cal decide di affittare un appartamento per vivere con Kira e Sarah, che sembra molto contenta. Cal viene però minacciato da Paul poiché Sarah si sta interessando eccessivamente al progetto Castor.
Quando Sarah e Kira tornano a casa di Felix, trovano ad attenderle Rudy, convinto che Sarah conosca la posizione del genoma originale.
Rudy minaccia Kira mentre al piano di sotto Seth, che faceva la guardia, viene raggiunto da Cal, preoccupato per la sua famiglia. Seth impazzisce a causa del disturbo mentale, attirando l'attenzione di Rudy che corre in suo soccorso, sparandogli per evitargli ulteriori sofferenze, disgustato dal suo stato fuori controllo.
Sarah, terrorizzata dalla vicenda, decide di affidare Kira a Cal: i due si nasconderanno in Islanda mentre lei continuerà a cercare il genoma originale.

## Formalizzato, complesso e costoso
- Titolo originale: Formalized, Complex, and Costly
- Diretto da: John Fawcett
- Scritto da: Chris Roberts

### Trama
Sarah e Felix devono nascondere il cadavere di Seth, ma prima Cosima e Scott vogliono analizzarne il cervello per capire meglio quale sia il problema dei Castor.
Rachel continua la riabilitazione con i dottori, ma è a mala pena in grado di parlare.
Nella base dei Castor, la dottoressa Coady e Paul collaborano per cercare il genoma originale per poter curare i cloni.
Nel frattempo Art ha trovato una pista che porta a Mark e Gracie, fuggiti dalla fattoria dei proletani e ora latitanti.
Mark vorrebbe completare la sua vera missione, ovvero consegnare le scoperte di Johanssen alla base dei Castor, per poter finalmente vivere con Gracie. Così le rivela il suo segreto, facendola sentire tradita. Alla fine Gracie decide comunque si aiutarlo e si dirige a casa di Willard Finch, un vecchio amico di suo padre che tiene nascosti i suoi documenti.
Mark rimane molto insoddisfatto perché si aspettava di trovare qualcosa in più e decide di tornare da Finch da solo. Nel frattempo Sarah incontra Gracie e le racconta la verità su Mark, spiegandole che anche lui, come Helena, è un clone. Gracie rimane sconvolta e viene successivamente raggiunta dalla madre che la porta via con sé. Sarah raggiunge Mark alla fattoria, dove trova Finch morto per un infarto, e gli dice di aver rivelato tutta la verità a Gracie. Mark, furioso, fa per correre da lei quando viene colpito da un colpo di fucile della signora Johanssen.
Cosima e Scott scoprono che il DNA di cloni di Leda e Castor hanno troppe somiglianze per essere di due soggetti sconosciuti: questo significa che i due donatori dovevano essere fratelli.

## Nuovi elementi per la nostra difesa
- Titolo originale: Newer Elements of Our Defence
- Diretto da: Chris Grismer
- Scritto da: Russ Cochrane

### Trama
Sarah corre ad aiutare Mark, fuggendo con lui prima che i proletani lo uccidano.
La signora Johanssen porta Gracie a casa del signor Appleyard che ha accolto la famiglia dopo l'incendio della fattoria.
Gracie viene bene accolta fino a quando improvvisamente non ha un'emorragia che la porta a un aborto. Viene allora cacciata dalla madre che le rivela di averla cercata solo per il bambino.
Alison e Donnie vengono pedinati dal braccio destro di uno spacciatore. Capiscono allora di essere stati fregati di Ramon. La stessa notte incontrano l'uomo misterioso che si rivela essere la vecchia fiamma di Alison, Jason Kellerman (Justin Chatwin), con cui la donna riesce subito a stringere un accordo vantaggioso.
Nel frattempo Sarah e Mark raggiungono una casa abbandonata e riescono a curare superficialmente le ferite dell'uomo. Dopo varie peripezie, scoprono che Johanssen era un collaboratore di Duncan, ed era in possesso del genoma originale. Mark capisce che l'uomo aveva provato a impiantarlo nell'utero della moglie per avere un primo figlio, che però non era sopravvissuto.
I due si dirigono allora nel cimitero in cui il corpo è stato conservato e tocca a Sarah recuperarlo. A sorpresa Rudy riesce a trovarli e minaccia Sarah. Mark decide allora di fingere la sua lealtà per risparmiare Sarah e, dopo averla tramortita, ritorna con lei e Rudy alla basa dei Castor, finalmente in possesso del genoma originale.
Alla base Helena scopre che uno dei cloni viene utilizzato come cavia per studiare la malattia mentale dei ragazzi. Intenerita dalla sua condizione, lo libera dal dolore uccidendolo, ma venendo scoperta e rinchiusa in gabbia dalla dottoressa Coady.

## Segnato da molte passate frustrazioni
- Titolo originale: Scarred by Many Past Frustrations
- Diretto da: David Frazee
- Scritto da: Alex Levine

### Trama
Sarah si risveglia rinchiusa in prigione accanto a Helena, che stavolta non sembra incline a perdonarla, convinta che sia stata lei a farla rapire.
Se Helena riesce a ragionare con freddezza, Sarah risulta troppo sconvolta quando la dottoressa Coady le fa intendere di volerla utilizzare come cavia per trovare una cura per i Castor.
Nel frattempo Art inizia a preoccuparsi per la scomparsa di Sarah, ma viene raggiunto da Gracie che chiede ospitalità.
Art la porta a casa della Signora S. dove piano piano la ragazza inizia ad aprirsi e a trasformarsi, fino a perdere il controllo ballando e bevendo insieme a Felix. Improvvisamente Gracie si sente male e viene condotta all'ospedale dove si scopre che ha sviluppato la stessa strana malattia delle altre donne che hanno avuto rapporti sessuali con i Castor.
Paul, arrabbiato con Sarah perché si è fatta catturare, mentre raccoglie gli oggetti personali di Parsons, il Castor ucciso da Helena, scopre il taccuino su cui vengono appuntati i dati di tutte le donne frequentate dai ragazzi.
Cosima, spinta da Felix, cerca di voltare pagina e incontra una donna, Shay (Ksenia Solo), a cui racconta della sua rottura con Delphine, superandola. A sua insaputa le vengono scattate delle fotografie.
Helena e Sarah riescono a fare pace, così Helena può attuare il suo piano di fuga, facendosi aiutare dalla sorella, ma alla fine si vendica, abbandonando Sarah e fuggendo da sola mentre l'intera base inizia a cercarla.

## Una certa agonia del campo di battaglia
- Titolo originale: Certain Agony of the Battlefield
- Diretto da: Helen Shaver
- Scritto da: Aubrey Nealon

### Trama
Sarah subisce una trasfusione del sangue di Rudy perché alla base vogliono dimostrare che la malattia che colpisce Castor e Leda è la stessa, e quindi Sarah dovrebbe sopravvivere a quella di Rudy, essendo un'eccezione.
Paul torna in città e incontra un uomo con cui condivide ciò che ha scoperto: probabilmente Virginia Coady conduce esperimenti non autorizzati sulle partner sessuali dei cloni.
Cosima sembra molto distratta dalla nuova relazione tanto da arrivare costantemente in ritardo al lavoro. Delphine, molto contrariata, scopre che Sarah è scomparsa e che Cosima e Scott hanno analizzato il cervello di un Castor. Inoltre si accorge che la stessa anomala proteina è presente sia nel DNA di Seth che in quello di Gracie, analizzato da Cosima per studiare la sconosciuta malattia.
Alison e Donnie decidono di acquistare il negozio di saponi della madre di Alison per continuare con il progetto di spaccio.
Mentre Cosima e Delphine analizzano la malattia di Gracie, capendo che le è stata trasmessa da Mark che l'ha resa sterile, facendole perdere il bambino, Felix obbliga Scott a portarlo da Rachel per umiliarla e chiederle informazioni per trovare Sarah. Casualmente Scott scopre che nei dipinti realizzati da Rachel sono presenti alcuni simboli del libro che il professor Duncan ha lasciato a Kira.
Mentre Cosima vuole fare sul serio con Shay, Delphine sembra disperata mentre osserva i video e le foto che ha fatto scattare alle due per indagare sul passato di Shay e sulla possibilità che sia una spia.
Paul, tornato alla base, con l'aiuto di Mark scopre che la dottoressa Coady non vuole solo analizzare la trasmissione della malattia, ma vuole sterilizzare le donne come arma di guerra.
Paul arresta la dottoressa Coady ma Rudy, uscito per cercare Helena, viene richiamato alla base.
Sarah guarisce dopo aver avuto un'esperienza 'near-death' nella quale incontra Beth che la spinge ad aggrapparsi alla vita e non arrendersi. Mentre Sarah e Paul scappano, Paul viene ferito mortalmente da un clone. Nonostante ciò, riesce a mettere in salvo Sarah, decidendo di rimanere indietro per darle del tempo, rivelandole di non essere innamorato di Beth, ma di lei.
Sarah, disperata, scappa e incontra Helena, tornata indietro a salvarla in preda ai sensi di colpa per averla abbandonata.
La dottoressa Coady, liberata da Rudy, raggiunge Paul e gli spara, uccidendolo. Ma Paul, avendo previsto tutto, lascia cadere una granata che esplode, facendo saltare in aria la base e tutti i dati raccolti fino a quel momento, incluso il DNA originale.

## Comunità di paura e odio tremendi
- Titolo originale: Community of Dreadful Fear and Hate
- Diretto da: Ken Girotti
- Scritto da: Sherry White

### Trama
Sarah ed Helena, finalmente libere, raggiungono un locale in cui ricevono la visita della signora S.
Helena, avendo scoperto che è stata lei a venderla all'esercito, vuole lottare con la signora S., e dopo la scazzottata le due fanno pace, per la gioia di Sarah.
Alison e Donnie devono far firmare i documenti di vendita del negozio 'Bubbles' alla madre di Alison, ma questa sembra contraria perché reputa Donnie una rovina per sua figlia.
Alison è inoltre impegnata nell'ultima giornata di campagna elettorale e viene aiutata da Felix, mentre Donnie e Jason incontrano finalmente il capo di quest'ultimo, nonché Pauchy, lo spacciatore di Vic, per comprare la droga da lui.
Cosima viene raggiunta da Delphine a casa di Shay perché non ha fatto le analisi di controllo, ma la convince a posticipare vista la situazione.
Scott, con uno stratagemma, riesce a vedersi da solo con Rachel per vedere se è effettivamente in grado di tradurre il codice segreto di Duncan, scritto nel libro 'L'isola del dottor Moreau'.
Donnie scopre di aver scambiato la busta con i soldi da dare a Pauchy con quella del materiale per la campagna elettorale di Alison, quindi viene trattenuto e minacciato mentre Jason corre da Alison per avvertirla.
Nel frattempo anche Cosima la raggiunge perché ha bisogno delle analisi di Alison per mentire a Delphine circa l'andamento della propria malattia. Dopo una serie di scambi di persona, che culminano con Cosima che viene baciata da Jason, convinto che sia Alison, quest'ultima riprende il controllo della situazione, facendo un'ottima presentazione rispetto ai suoi avversari, e dimostrando alla madre di essere in grado di guidare la propria famiglia e quindi pronta alla gestione del Bubbles.
Alison si rifiuta di fare le analisi per Cosima e anzi la presenta alla madre, dicendole di avere davanti il suo clone: quest'ultima la trova una grande assurdità e le consegna i documenti firmati.
Mentre Rachel dimostra a Scott di essere in grado di tradurre il codice, Cosima confessa a Shay di essere ammalata e di stare peggiorando.

## Spietato nel proposito e insidioso nel metodo
- Titolo originale: Ruthless in Purpose, and Insidious in Method
- Diretto da: Aaron Morton
- Scritto da: Graeme Manson e Chris Roberts

### Trama
Virginia Coady, sopravvissuta all'esplosione, incontra un uomo che le comunica di avere un contatto all'interno del Leda. Questo aprirebbe la strada a una collaborazione tra i due progetti.
Helena e Gracie vanno ad abitare con gli Hendrix, nonostante le perplessità di Donnie che sembra molto spaventato dalla prima. 
Delphine, sotto copertura, incontra Krystal Goderitch, il clone che ha avuto la spiacevole esperienza con Seth e Rudy, per capire quanto abbia compreso di ciò che le è accaduto. 
Nel frattempo Rachel, sentendosi minacciata da Delphine, stringe un accordo con Sarah: lei tradurrà il codice del professor Duncan, ma in cambio vuole fuggire dal Dyad e assumere l'identità proprio di Krystal.
Cosima indaga con Shay le esperienze pre-morte, per comprendere meglio quella che ha avuto. Shay le spiega che quel tipo di esperienze permettono di vedere ciò che davvero si ama, e che quindi, nel caso di Cosima, è Delphine.
Alison deve risolvere i suoi problemi con Jason, ma quando gli parla del bacio, i due finiscono per baciarsi di nuovo. Donnie, sospettoso, prova a picchiare Jason, ma questi lo stende con un paio di pugni.
Felix si finge un cliente dello studio di bellezza per poter rubare i documenti a Krystal, che lavora lì, e scopre che la ragazza, all'apparenza molto frivola, in realtà è molto perspicace e sta indagando sui fratelli Castor.
Cosima porta Shay a vedere il laboratorio, suscitando l'irritazione di Delphine che è molto preoccupata sia per la sua sicurezza, che per la sua salute: le chiede infatti di mettere da parte gli screzi e di lavorare come una volta per sbloccare le sequenze del genoma con cui troverebbero finalmente la cura. Vengono interrotte dalla telefonata di Scott che, terrorizzato, le informa di essere stato minacciato e derubato da Rudy, che ha preso il libro del professor Duncan.
Mentre Cosima distrae Delphine, parlandole dell'esperienza pre-morte e confessandole finalmente di aver scelto la vita per lei, Scott fa evadere Rachel che, raggiunta Sarah, inizia a tradurre il codice di cui Cosima aveva fatto una copia.
Delphine, che aveva previsto tutto, manda qualcuno a prendere Rachel per riportarla al Dyad, non prima che lei abbia tradotto una breve poesia che fa capire alla signora S. di dover tornare a Londra per trovare il genoma originale.
Delphine, molto arrabbiata con Cosima e Scott per i loro inganni e spinta da Cosima stessa a prendere una posizione definitiva, sceglie di licenziarli e di pensare alla loro sicurezza prima che al suo amore per Cosima.
Alla fine si scopre che Rachel, aiutata dal dottor Nealon, il contatto infiltrato di cui si parlava all'inizio, viene sostituita con Krystal e viene finalmente operata all'occhio in una clinica molto lontana dal Dyad.

## Il fantasma insolvente del domani
- Titolo originale: Insolvent Phantom of Tomorrow
- Diretto da: Vincenzo Natali
- Scritto da: Russ Cochrane

### Trama
Rudy inizia a mostrare i primi sintomi della malattia e, nonostante ora possegga il libro, non sa come tradurlo.
La signora S., Sarah e Felix arrivano a Londra e vengono accolti dai vecchi amici di Siobhan, tra cui Terry. Terry capisce che i numeri scritti nella poesia si riferiscono al numero di matricola di un carcerato e promette di informarsi.
Cosima, che ha ricevuto da Delphine il fascicolo su Shay con cui scopre che la donna era un militare, cerca di capire con Scott chi sia stato a fare la soffiata sul libro a Rudy. I due iniziano a dubitare proprio di Shay.
Donnie riceve la spiacevole visita del braccio destro di Jason che, per ripicca, decide di mettere lui ed Alison nei guai con Pauchy: Donnie deve quindi restituire tutta la droga e non riceverà nulla in cambio. Ad aiutarlo sarà Helena che, dopo aver scoperto che per garanzia l'uomo ha preso la tanica con gli ovuli congelati da Johanssen, lo accompagna spacciandosi per Alison. Quando i suoi nipoti vengono minacciati, Helena perde il controllo e uccide tutti, impossessandosi dei soldi e fuggendo con un Donnie totalmente sconvolto.
A Londra, Terry viene rintracciato e minacciato da Ferdinand che voleva essere avvertito dell'arrivo della signora S, ma Terry mantiene la sua lealtà fino alla fine. Mentre Siobhan piange la sua morte, Sarah e Felix indagano sul carcerato e scoprono che il suo nome è Kendall Malone. Dopo aver trovato il suo indirizzo, Sarah si intrufola in casa, venendo poi minacciata dalla donna che vi abita, che si rivela essere proprio Kendall.
Mentre Sarah sta per difendersi, arriva Siobhan che rivela che Kendall non è altri che sua madre. La confessione più scioccante arriva comunque da Kendall che dichiara di essere lei il genoma originale, sia per Castor che per Leda, poiché da neonata aveva assorbito un gemello e quindi possiede entrambe le linee di DNA.
Cosima, ormai convinta che la talpa sia Shay, chiede aiuto a Delphine che, raggiunta casa di Shay, inizia a minacciarla di tagliarle le vene nella vasca da bagno se non le dirà tutta la verità su Castor.
Proprio quando Delphine sta per uccidere Shay, Cosima riceve una telefonata da Gracie che le confessa di essere lei la talpa e di aver origliato e agito di nascosto perché le avevano promesso in cambio di poter stare con Mark; Cosima ferma allora Delphine, che capisce di aver superato tutti i limiti per proteggerla.
Mentre Ferdinand organizza un incontro con Delphine per poter essere reso partecipe degli ultimi avvenimenti, la signora S. decide di uccidere Kendall per impedire ai Castor di trovare la cura.

## Storia ancora da scrivere
- Titolo originale: History Yet to Be Written
- Diretto da: John Fawcett
- Scritto da: Graeme Manson

### Trama
Rachel si risveglia in un luogo sconosciuto in cui pare rinchiusa e, dopo aver trovato delle istruzioni, si toglie la benda e si specchia: ora possiede un nuovo occhio tecnologico.
Con l'aiuto di Art, Sarah, Felix e Siobhan conducono Kendall in un luogo sicuro dove Cosima potrà farle le analisi. Siobhan, che alla fine ha risparmiato la madre, le spiega che sarebbe disposta a ucciderla davvero pur di non far finire il suo genoma nelle mani sbagliate.
Visto che Rudy e Virginia Coady sono alla ricerca del loro luogo segreto, Sarah decide di giocare d'astuzia: trova Mark e Gracie e li costringe ad aiutarla, facendo impersonare Rudy a Mark, mandando poi un video a Virginia con un falso indirizzo; sarà raggiunta da Ferdinand che ha stretto un accordo con Sarah e Delphine: lui si accontenterà solo di prelievi fatti a Kendall Malone e in cambio loro gli consegneranno la dottoressa Coady, che è una minaccia per il progetto Leda.
Nel frattempo Alison fa in modo di essere l'unico clone rintracciabile e conduce Rudy con l'inganno nel capanno degli attrezzi dove lo aspetta Helena che, sfruttando la sua malattia mentale, lo uccide.
Donnie, per ripagare Helena del suo aiuto, le organizza un incontro con il ragazzo di cui si era innamorata, Jesse.
Cosima prova a scusarsi con Shay che è rimasta molto spaventata dagli attacchi di Delphine e delusa da Cosima che glielo ha consentito. Allo stesso tempo Cosima è indispettita dalle bugie di Shay che le ha mentito sul suo passato, ma sa di non poter continuare a stare con lei perché non potrebbe dirle la verità sui cloni.
Nel frattempo Delphine, casualmente, scopre che 'Rachel' in realtà è Krystal Goderitch, e che la vera Rachel è sparita dopo essere stata operata. Incontra allora il dottor Nealon, che si è finto suo alleato ma è sempre stato un neoluzionista infiltrato nel Dyad. L'uomo la minaccia e all'improvviso uno strano vermetto gli fuoriesce dalla bocca: prova a passarlo a Delphine ma la donna gli spara, chiamando subito dopo Sarah e avvertendola che i neoluzionisti sono in mezzo a loro.
Ferdinand capisce allora che uno di loro è il suo assistente e lo uccide sciogliendo il suo corpo nell'acido.
Le sorelle, Donnie, Art, Siobhan e Felix organizzano una cena in attesa dell'esito delle elezioni di Alison: è proprio lei a portare in casa la vittoria e capisce che dopotutto la sua vita è migliorata totalmente da quando ha scoperto di essere un clone poiché adesso si fida davvero di Donnie e ha conosciuto una vera famiglia.
Delphine incontra Shay per scusarsi di persona e darle la sua benedizione per stare con Cosima, dopodiché raggiunge gli altri alla cena, ma solo per dire addio a Cosima, essendo stata minacciata di morte da Nealon.
Cosima si scusa con lei per quello che le ha fatto passare, pur sapendo che il suo unico intento era quello di proteggere lei e tutte le sue sorelle e Delphine, disperata, le dà un bacio d'addio, che lascia Cosima molto turbata.
Alla fine Delphine viene stroncata da un colpo di pistola in un parcheggio, lontana da tutti e le sue ultime parole preoccupate sono rivolte sempre a Cosima e a ciò che potrebbe capitarle in futuro.
Rachel, che trascorre le giornate da sola rinchiusa, riceve finalmente la visita di Charlotte, il piccolo clone del secondo progetto Leda, che le presenta la dottoressa che l'ha aiutata: sua madre, Susan Duncan, ancora viva.
Sarah, finalmente libera di raggiungere Kira e Cal, parte con Siobhan e Kendall per l'Islanda, dove può riabbracciare sua figlia e dimenticare tutti i suoi problemi.